# Карпинации
Карпинациите (gens Carpinatia) са фамилия от Древен Рим.
Известни от фамилията:
- Луций Карпинаций, публикан (publicani) в Сицилия по време на управлението на Вер (73–71 пр.н.е.) и негов приятел. [1][2]